# Mônaco nos Jogos Olímpicos de Verão de 2024
Mônaco participou dos Jogos Olímpicos de Verão de 2024, realizados em Paris, na França. Foi a 22.ª aparição do país nos Jogos Olímpicos de Verão desde a estreia na Antuérpia 1920.
Foi representado por seis atletas que competiram em cinco esportes, mas nenhum conquistou medalhas.

## Competidores
Esta foi a participação por modalidade nesta edição:
| Esporte       | Masculino | Feminino | Total |
| ------------- | --------- | -------- | ----- |
| Atletismo     | 0         | 1        | 1     |
| Judô          | 1         | 0        | 1     |
| Natação       | 1         | 1        | 2     |
| Remo          | 1         | 0        | 1     |
| Tênis de mesa | 0         | 1        | 1     |
| Total         | 3         | 3        | 6     |

## Desempenho

### Atletismo
Feminino
Eventos de pista
| Atleta                  | Evento | Preliminar | Preliminar | Baterias    | Baterias    | Semifinal   | Semifinal   | Final       | Final       | Ref.  |
| Atleta                  | Evento | Tempo      | Pos.       | Tempo       | Pos.        | Tempo       | Pos.        | Tempo       | Pos.        | Ref.  |
| ----------------------- | ------ | ---------- | ---------- | ----------- | ----------- | ----------- | ----------- | ----------- | ----------- | ----- |
| Marie-Charlotte Gastaud | 100 m  | 12.41      | 6          | Não avançou | Não avançou | Não avançou | Não avançou | Não avançou | Não avançou | [ 5 ] |

### Judô
Masculino
| Atleta        | Evento         | Primeira fase        | Oitavas              | Quartas              | Semifinais           | Repescagem           | Final / DB           | Final / DB | Ref.  |
| Atleta        | Evento         | Adversário Resultado | Adversário Resultado | Adversário Resultado | Adversário Resultado | Adversário Resultado | Adversário Resultado | Pos.       | Ref.  |
| ------------- | -------------- | -------------------- | -------------------- | -------------------- | -------------------- | -------------------- | -------------------- | ---------- | ----- |
| Marvin Gadeau | Mais de 100 kg | Bye                  | CUB A Granda D 00–10 | Não avançou          | Não avançou          | Não avançou          | Não avançou          | =9         | [ 6 ] |

### Natação
Masculino
| Atleta       | Evento      | Eliminatórias | Eliminatórias | Semifinal | Semifinal | Final       | Final       | Ref.  |
| Atleta       | Evento      | Tempo         | Pos.          | Tempo     | Pos.      | Tempo       | Pos.        | Ref.  |
| ------------ | ----------- | ------------- | ------------- | --------- | --------- | ----------- | ----------- | ----- |
| Théo Druenne | 800 m livre | 8:25.01       | 31            | —         | —         | Não avançou | Não avançou | [ 7 ] |

Feminino
| Atleta   | Evento | Eliminatórias | Eliminatórias | Semifinal | Semifinal | Final     | Final | Ref.  |
| Atleta   | Evento | Tempo         | Pos.          | Tempo     | Pos.      | Tempo     | Pos.  | Ref.  |
| -------- | ------ | ------------- | ------------- | --------- | --------- | --------- | ----- | ----- |
| Lisa Pou | 10 km  | —             | —             | —         | —         | 2:07:05.4 | 18    | [ 8 ] |

### Remo
Masculino
| Atleta             | Evento        | Baterias | Baterias | Repescagem | Repescagem | Quartas | Quartas | Semifinais | Semifinais | Final   | Final | Ref.  |
| Atleta             | Evento        | Tempo    | Pos.     | Tempo      | Pos.       | Tempo   | Pos.    | Tempo      | Pos.       | Tempo   | Pos.  | Ref.  |
| ------------------ | ------------- | -------- | -------- | ---------- | ---------- | ------- | ------- | ---------- | ---------- | ------- | ----- | ----- |
| Quentin Antognelli | Skiff simples | 7:02.15  | 4 R      | 7:10.00    | 1 QF       | 6:58.89 | 5 SC/D  | 7:14.32    | 5 FD       | 6:54.93 | 19    | [ 9 ] |

Legenda: FA = Final A (disputa de medalha); FB = Final B (sem disputa de medalha); FC = Final C (sem disputa de medalha); FD = Final D (sem disputa de medalha); FE = Final E (sem disputa de medalha); FF = Final F (sem disputa de medalha); SA/B = Semifinais A/B; SC/D = Semifinais C/D; SE/F = Semifinais E/F; QF = Quartas; R = Repescagem

### Tênis de mesa
Feminino
| Atleta       | Evento  | Preliminar           | Primeira rodada      | Segunda rodada       | Oitavas de final     | Quartas de final     | Semifinal            | Final                | Final       | Ref.   |
| Atleta       | Evento  | Adversário Resultado | Adversário Resultado | Adversário Resultado | Adversário Resultado | Adversário Resultado | Adversário Resultado | Adversário Resultado | Pos.        | Ref.   |
| ------------ | ------- | -------------------- | -------------------- | -------------------- | -------------------- | -------------------- | -------------------- | -------------------- | ----------- | ------ |
| Yang Xiaoxin | Simples | Bye                  | CZE H Matelová D 2–4 | Não avançou          | Não avançou          | Não avançou          | Não avançou          | Não avançou          | Não avançou | [ 10 ] |